# زواج المثليين في نيوزيلندا
أصبح زواج المثليين في نيوزيلندا قانونيًا منذ 19 أغسطس 2013. تم تمرير مشروع قانون صادق عليه مجلس النواب النيوزيلندي في 17 أبريل 2013 بأغلبية 77 صوتًا لصالح مقابل 44 صوتا ضده، وحصل الموافقة الملكية في 19 أبريل. ودخل القانون حيز التنفيذ في 19 آب/أغسطس لإتاحة الوقت لوزارة الشؤون الداخلية لإجراء التغييرات اللازمة لإصدار تراخيص الزواج والوثائق ذات الصلة. أصبحت نيوزيلندا أول دولة في أوقيانوسيا، والرابعة في نصف الكرة الجنوبي، والخامسة عشر عالميا تسمح للازواج المثليين بالزواج.
كما قننت نيوزيلندا الاتحاد المدني للشركاء المثليين والشركاء المغايرين منذ عام 2005.
يمكن للبرلمان النيوزيلندي أن يسن قوانين الزواج فقط فيما يتعلق بنيوزيلندا ومنطقة روس (أنتاركتيكا). ولكن لاتعترف المناطق الثلاث الأخرى التي تشكل مملكة نيوزيلندا - وهي جزر كوك، نييوي وتوكيلاو - لا بزواج المثليين ولا بالاتحاد المدني.

## الاتحادات المدنية
شرع «قانون الاتحاد المدني 2004» الذي دخل حيز التنفيذ في 26 نيسان 2005، الاتحاد المدني (بالماورية: uniana ture أو hononga ā-ture‏) للشركاء المثليين والشركاء المغايرين. يُمنح الشركاء في الاتحادات المدنية العديد من حقوق وواجبات الزواج، بما في ذلك الهجرة، وحالة الأقرباء، والرعاية الاجتماعية، والملكية الزوجية وغيرها من المجالات.

## تاريخ

### كويلتر ضد النائب العام
ترجع قضية «كويلتر ضد النائب العام» إلى أوائل عام 1996 عندما تم منع ثلاثة شريكات مثليات من الإناث في علاقات طويلة الأجل من تراخيص الزواج من قبل المسجل العام لأن الزواج حسب القانون العام كان بين رجل واحد وامرأة واحدة. وقد رفعت القضية المرفوعة ضد الحكومة إلى المحكمة العليا في أيار/مايو 1996. ودفع مقدمو الطلبات بأن «قانون الزواج 1955» لم يحظر زواج المثليين وأن «قانون وثيقة حقوق نيوزيلندا 1990» و«قانون حقوق الإنسان في نيوزيلندا 1993»، قد حظرا التمييز على أساس التوجه الجنسي.
اتفق الطرفان على أنه في الوقت الذي كُتب فيه قانون الزواج لعام 1955 في الخمسينات، كان الزواج وفقا للقانون العام بين رجل واحد وامرأة واحدة، وهو ما يفسر لماذا لم يجرم هذا القانون زواج المثليين. ومع ذلك، جادل مقدمو الطلبات بأنه بموجب قانون حقوق الإنسان، الذي يحظر التمييز على أساس التوجه الجنسي، والمادة 6 (تفضيل التفسير بما يتفق مع وثيقة الحقوق) و 19 (الحرية من التمييز) من قانون وثيقة الحقوق، تحظر نيوزيلندا التمييز على أساس التوجه الجنسي، وبالتالي، يجب السماح لمقدمي الطلبات بالزواج. ذكرت الحكومة في الرد على القسم 5 (القيود المبررة) من قانون ميثاق الحقوق، الذي يسمح بالحقوق والحريات الواردة في ميثاق الحقوق بأن «يخضع فقط لهذه الحدود المعقولة التي ينص عليها القانون والتي يمكن تبريرها بوضوح في مجتمع حر وديمقراطي». وفي قرارها، أيدت المحكمة العليا الحكومة والقانون العام وأكدت أن الزواج بين رجل واحد وامرأة واحدة.
وتم استئناف قرار المحكمة العليا أمام محكمة الاستئناف (التي كانت أعلى محكمة في نيوزيلندا آنذاك) في ديسمبر/كانون الأول 1997، والتي أيدت الحكم.

### السيدة جوليات جوسلين وآخرون ضد نيوزيلندا
وفي 30 تشرين الثاني/نوفمبر 1998، قاضى زوجان من الشركاء من «قضية كويلتر ضد المدعي العام» نيوزيلندا أمام لجنة الأمم المتحدة لحقوق الإنسان، وادعوا بأن حظر البلد على زواج المثليين انتهك العهد الدولي الخاص بالحقوق المدنية والسياسية. رفضت اللجنة القضية في 17 يوليو 2002.

### انتخابات 2005
خلال انتخابات 2005، صرحت رئيسة الوزراء هيلين كلارك بأنها تعتقد أنه من التمييز استبعاد الشركاء المثليين من قانون الزواج، لكنها قالت إنها لن تضغط لتغييره.

### مشروع قانون تعديل الزواج (توضيح الجنس) 2005
في عام 2005، قدم النائب غوردون كوبلاند عن حزب "اتحاد المستقبل" "مشروع قانون تعديل الزواج (توضيح الجنس) من شأنه أن يعدل قانون الزواج لتعريف الزواج بأنه فقط بين رجل وامرأة، وتعديل الحماية ضد التمييز في قانون ميثاق الحقوق المتعلقة بالزوجية والحالة العائلية بحيث يمكن تفعيل مشروع القانون. تم انتقاد هذا من قبل المعارضين، مثل المدعي العام مايكل كولين، كتهجم "راديكالي" مفرط على وثيقة الحقوق. ويحظر مشروع القانون أيضا الاعتراف بزواج المثليين من بلدان أجنبية كزواج في نيوزيلندا. تلقى مشروع القانون تقرير القسم 7 لتعارضه مع قانون ميثاق الحقوق النيوزيلندي 1990، وعلى وجه التحديد الحرية من التمييز المتعلق بالتوجه الجنسي.
تمت مناقشة مشروع القانون لأول مرة في 7 ديسمبر 2005، وفشل في وقت لاحق في تصويت 47 صوتا لصالحه مقاب 73 صوتا ضده (47-73).
| الحزب                        | صوت لصالح | صوت ضد |
| ---------------------------- | --------- | ------ |
| حزب العمال النيوزيلندي       | 1         | 49     |
| الحزب القومي النيوزيلندي     | 36        | 12     |
| حزب نيوزيلندا أولا           | 5         | 2      |
| حزب الخضر نيوزيلندا أوتياروا | –         | 6      |
| حزب الماوري                  | –         | 3      |
| حزب المستقبل المتحد          | 3         | –      |
| حزب آكت نيوزيلندا            | 2         | –      |
| حزب جيم آندرسون التقدمي      | –         | 1      |
| العدد الإجمالي               | 47        | 73     |

### قانون تعديل الزواج (تعريف الزواج) 2013
في 14 أيار 2012، أعلنت نائبة البرلمان عن حزب العمال لويزا وول أنها ستقدم مشروع قانون عضو خاص، وهو «مشروع قانون تعديل الزواج (تعريف الزواج) 2013»(بالإنجليزية: Marriage (Definition of Marriage) Amendment Bill)‏ (بالماورية: Te Pire Mārena Takatāpui‏)، مما سيسمح للشركاء المثليين والمثليات بالزواج. تم تقديم مشروع القانون إلى اقتراع مشروع قوانين الأعضاء في 30 مايو 2012. تم سحبه من الاقتراع وتمرير قراءته الأولى والثانية في 29 أغسطس 2012 و 13 مارس 2013 على التوالي. مر مشروع القانون بالقراءة النهائية مرت في 17 أبريل 2013 بأغلبية 77 صوتًا لصالحه مقابل 44 صوتا ضد (77-44). وقد استقبل المؤيدون في صالات العرض مرور القانون بالتصفيق وغنوا أغنية الحب التقليدية باللغة الماورية "Pokarekare Ana"، مع انضمام العديد من أعضاء البرلمان لهم.
وصفت مجموعة اللوبي المحافظة العائلة أولا مروره بأنه «عمل متغطرس من التخريب الثقافي». حصل مشروع القانون على الموافقة الملكية من الحاكم العام جيري ماتيبارا في 19 أبريل ودخل حيز التنفيذ في 19 أغسطس 2013.
قام «قانون تعديل الزواج (تعريف الزواج) 2013» بادخال تعديلات على «قانون الزواج 1955» لتشمل تعريف الزواج للسماح صراحة زواج المثليين ولتعديل تشريعات أخرى حسب الضرورة. ينص التعريف على ما يلي: «الزواج يعني اتحاد شخصين، بغض النظر عن الجنس أو التوجه الجنسي أو الهوية الجندرية». قبل تمرير «قانون تعديل الزواج (تعريف الزواج) لعام 2013»، لم يكن هناك تعريف للزواج في «قانون الزواج 1955» أو في التشريعات النيوزيلندية الأخرى.
| الحزب                        | صوت لصالح | صوت ضد |
| ---------------------------- | --------- | ------ |
| الحزب القومي النيوزيلندي     | 27        | 32     |
| حزب العمال النيوزيلندي       | 30        | 4      |
| حزب الخضر نيوزيلندا أوتياروا | 14        | –      |
| حزب نيوزيلندا أولا           | –         | 7      |
| حزب الماوري                  | 3         | –      |
| حزب مانا                     | 1         | –      |
| حزب آكت نيوزيلندا            | 1         | –      |
| حزب المستقبل المتحد          | 1         | –      |
| مستقل                        | –         | 1      |
| العدد الإجمالي               | 77        | 44     |

في ديسمبر 2016، في أول مؤتمر صحفي له بعد توليه منصبه، أعلن رئيس الوزراء حينها بيل إنجليش أنه سيصوت لصالح زواج المثليين إذا تم إجراء تصويت آخر. وقال «ربما أقوم بالتصويت بشكل مختلف الآن على قضية زواج المثليين. لا أعتقد أن زواج المثليين يشكل تهديدا لزواج أي شخص آخر.» صوت إنجليش ضد «قانون الاتحاد المدني 2004» و«قانون تعديل الزواج (تعريف الزواج) 2013»، ولصالح «مشروع تعديل الزواج (توضيح الجنس) 2005».
تدعم رئيسة الوزراء الحالية
جاسيندا أرديرن زواج المثليين.

## الفوائد الاقتصادية
تعتبر نيوزيلندا منذ فترة طويلة وجهة للأعراس الدولية. من عام 2013، بسبب عدم قانونية زواج المثليين في أستراليا (في ذلك الوقت) وغيرها من بلدان آسيا والمحيط الهادئ، استفاد العديد من الازواج المثليين من هذه البلدان من قانون الزواج في نيوزيلندا وتزوجوا في نيوزيلندا. هذا أثبت أنه مفيد للغاية لاقتصاد البلاد. وأنفق الأزواج المثليون الأستراليون وحدهم ما يقدر بـ 550 مليون دولار أسترالي سنويا لمراسم الزواج في نيوزيلندا. شكل الأزواج الأستراليون 29% من الزيجات المثلية أو الاتحادات المدنية التي تم الاحتفال بها في نيوزيلندا في عام 2016. وقد قدر الاقتصاديون أن زوجًا مثليا واحدا ينفق 51 ألف دولار في المتوسط على حفل زفافهما وحفل الاستقبال.

## إحصاءات الزواج
في ذلك العام بعد 19 آب/أغسطس 2013 (عندما دخل القانون حيز التنفيذ)، تم تسجيل 926 حالة زواج مثلي في نيوزيلندا، كان 520 منها بين الزوجات المثليين من الإناث و 406 بين الأزواج المثليين من الذكور. 532 حالة زواج (57.5%) بين مواطنين نيوزيلنديين، و 237 حالة زواج (25.6%) بين مواطنين أستراليين.
في عام 2016، تم إجراء 954 حالة زواج مثلي واتحاد مثلي في نيوزيلندا. 483 من هذه الاتحادات كانت بين الأزواج الذين يعيشون في نيوزيلندا. كانت 471 منها بين الأزواج الذين سافروا من الخارج، 58% منهم جاءوا من أستراليا، 17% من الصين، 4% من المملكة المتحدة، 4% أخرى من الولايات المتحدة والباقي جاءوا من 25 دولة أخرى. مثلت اتحادات المثليين 4.1% من جميع الاتحادات التي عقدت في نيوزيلندا في ذلك العام.
| السنة | مواطنو نيوزيلندا | مواطنو نيوزيلندا | المواطنون الأجانب | المواطنون الأجانب |
| السنة | المغايرين        | المثليين         | المغايرين         | المثليين          |
| ----- | ---------------- | ---------------- | ----------------- | ----------------- |
| 2013  | 19,029           | 210              | 2,271             | 147               |
| 2014  | 19,638           | 486              | 2,508             | 390               |
| 2015  | 19,440           | 453              | 2,472             | 432               |
| 2016  | 19,719           | 465              | 2,484             | 468               |
| 2017  | 20,145           | 462              | 2,628             | 495               |

## الرأي العام

### إستطلاعات الرأي
| التاريخ             | قام به                      | عدد المستطلعين | لصالح | محايد | ضد    | متردد | هامش الخطأ |
| ------------------- | --------------------------- | -------------- | ----- | ----- | ----- | ----- | ---------- |
| سبتمبر 2004         | هيرالد-ديجيبول              | 750            | 40%   |       | 54%   |       |            |
| 6–9 يوليو 2011      | ريسرتش نيوزيلندا            | 500            | 60%   |       | 34%   | 4%    | ±4.6%      |
| 26–30 ماي 2012      | وان نيوز كولمار برينتون بول | 1005           | 63%   |       | 31%   | 5%    | ±3.1%      |
| 18–28 يونيو 2012    | هيرالد-ديجي بول             | 750            | 53.5% |       | 40.5% | 6%    | ±3.6%      |
| 11–17 سبتمبر 2012   | ريسرتش نيوزيلندا            | 500            | 49%   | 15%   | 32%   |       | ±4.7%      |
| ديسمبر 2012         | هيرالد-ديجيبول              | 500            | 59%   |       | 38%   | 3%    | ±4.4%      |
| 13–19 December 2012 | كي ريسرتش                   | 1000           | 53.9% |       | 38.1% | 8%    | ±3.1%      |
| 11–17 مارس 2013     | هيرالد-ديجيبول              | 750            | 49.6% |       | 48%   | 2.4%  | ±3.6%      |

في ديسمبر 2012، ذكر المستطلع هيرالد ديجيبول أن دعم زواج المثليين يختلف باختلاف السن: فالشباب يؤيدون بشكل كبير زواج المثليين، في حين أن الأشخاص فوق 65 كانوا معارضين بشكل كبير.
ازدادت المعارضة العامة لزواج المثليين بشكل حاد خلال فترة مناقشة مشروع قانون زواج المثليين من قبل البرلمان. عزت مجموعات المثليين هذه الزيادة إلى «التخويف» من المعارضين، بينما ادعى الذين عارضوا أن «الناس يستيقظون إلى الآثار الاجتماعية السلبية لتغيير قانون الزواج». بعد أن أصبح مشروع القانون قانونًا، انخفضت معارضة زواج المثليين بشكل ملحوظ، حيث كانت أقل من 25% وفقًا لاستطلاع عام 2016.
أظهر استطلاع أجرته جريدة وايكاتو تايمز في أغسطس 2012 أن 46% من سكان إقليم وايكاتو يؤيدون زواج المثليين، بينما عارضه 39% منهم.

### الحملات العامة

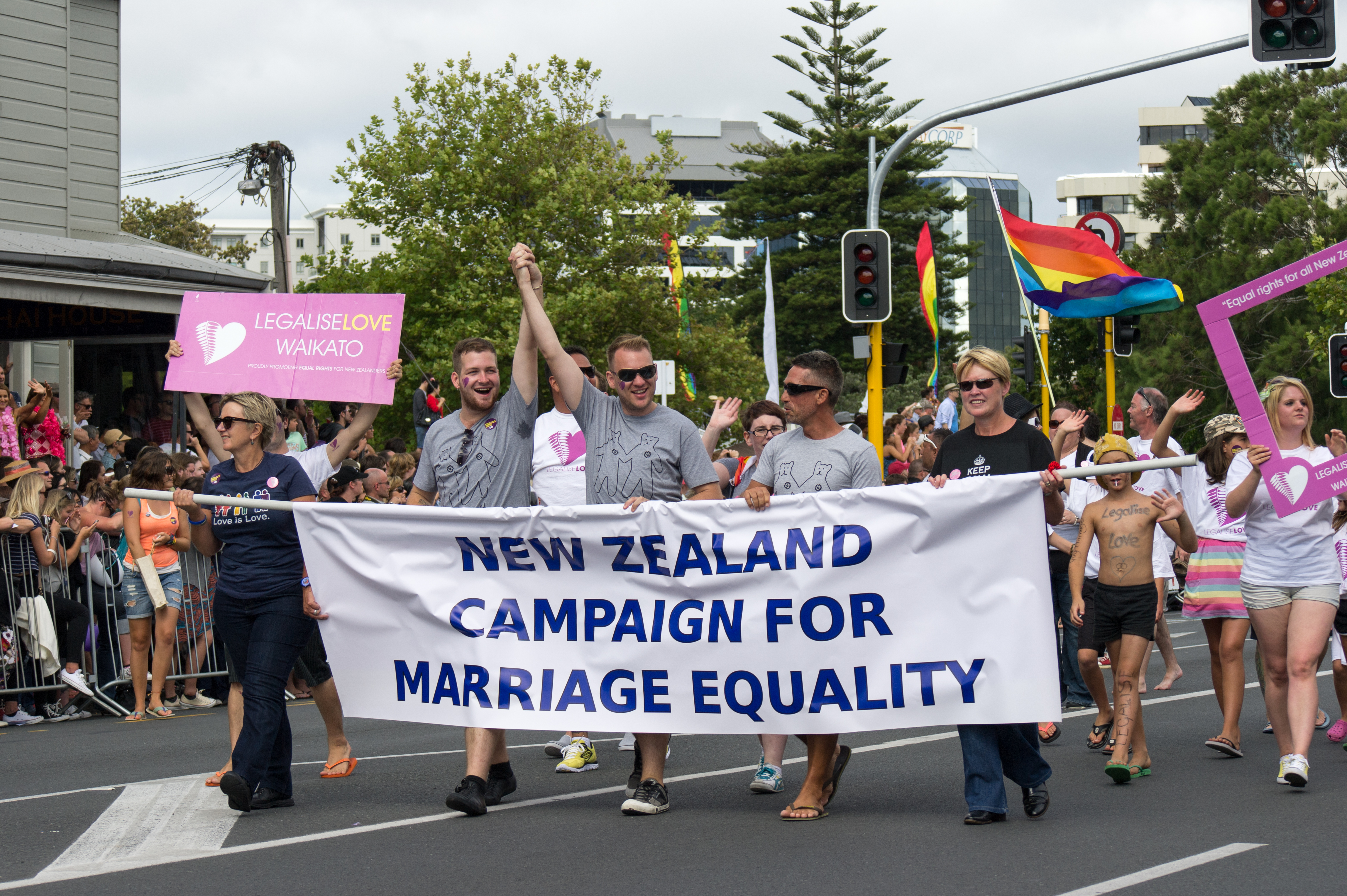
مسيرة فخر المثليين في أوكلاند في فبراير 2013

تم إطلاق حملة «قنن الحب» في أغسطس 2011 لتعزيز الزواج القانوني والمساواة في التبني في نيوزيلندا، وتم تنظيم احتجاج في مباني البرلمان النيوزيلندي في أكتوبر من ذلك العام. في ديسمبر 2012، لعبت الحاكمة العامة السابقة كاترين تيزارد دور البطولة في حملة الفيديو على الإنترنت عن طريق «حملة المساواة في الزواج» داعمة زواج المثليين، جنبا إلى جنب مع المغنيين النيوزيلنديين أنيكا موا، بوه رونغا وهولي سميث، بالإضافة إلى الأولمبي دانيون لودر. قالت لجنة حقوق الإنسان، والتي تدعم أيضا زواج المثليين، وأنه إذا تم تنرير «مشروع قانون تعديل الزواج (تعريف الزواج)» فلن يتم إجبار الكنائس على تزويج الأزواج المثليين.
قدمت المعارضة الشعبية لزواج المثليين من الكنيسة الكاثوليكية في نيوزيلندا، وكذلك من حزب المحافظين النيوزيلندي ومجموعة الأسرة أولا. في يونيو 2012، أعلن زعيم «الأسرة أولا» بوب ماكروسكي عن إطلاق موقع جديد على شبكة الإنترنت، "Protect Marriage NZ"، والذي يوضح أسباب معارضة زواج المثليين في نيوزيلندا، والذي أغلق بعد ذلك في أول يوم بعد تعرضه لهجمات الحرمان من الخدمات. قُدِّم إلى البرلمان في آب/أغسطس 2012 التماس يحتوي على 50,000 توقيع يُعبّر عن معارضته لزواج المثليين، وذلك في الفترة التي تسبق القراءة الأولى لمشروع قانون تعديل الزواج (تعريف الزواج). خلال الأسبوعين الذين سبقا نقاش القراءة الثالثة، عقدت العديد من المنظمات المسيحية المحافظة «مسيرات للصلاة» ضد مشروع قانون زواج المثليين. كانت أنيكا موا، والتي أعلنت عن كونهت مثلية الجنس في عام 2007، تخطط لحفلة موسيقية مجانية في كرايستشيرتش ليلة القراءة الثالثة لمشروع القانون «للاحتفال بمرحلة تاريخية للأزواج المثليين».
في آذار/مارس 2013، أعلنت الأجنحة الشبابية لجميع الأحزاب الثمانية الممثلة في البرلمان دعمها لمشروع القانون، بما في ذلك جناح الشباب في حزب نيوزيلندا أولا، التي قال نوابها إنهم سيصوتون ضده.
بعد القراءة الثالثة لمشروع قانون تعديل الزواج (تعريف الزواج)، قال زعيم حزب المحافظين كولين كريغ أن تشريع زواج المثليين «فشل الديمقراطية»، وحذر من ان «يوم الحساب» سيأتي. في الانتخابات النيوزيلندية العامة، 2014، فشل حزب المحافظين في دخول البرلمان لأنه حصل على أقل من 5% من النظام الانتخابي النسبي المختلط في الأعضاء المختلطة لتمثيل الحزب فقط. لم يظهر أي حزب سياسي نيوزيلندي آخر أي رغبة في إعادة النظر في القضية؛ ومع ذلك، تواصل العائلة أولا تشغيل موقع "Protect Marriage" على الويب.